# Cantons de Mayotte

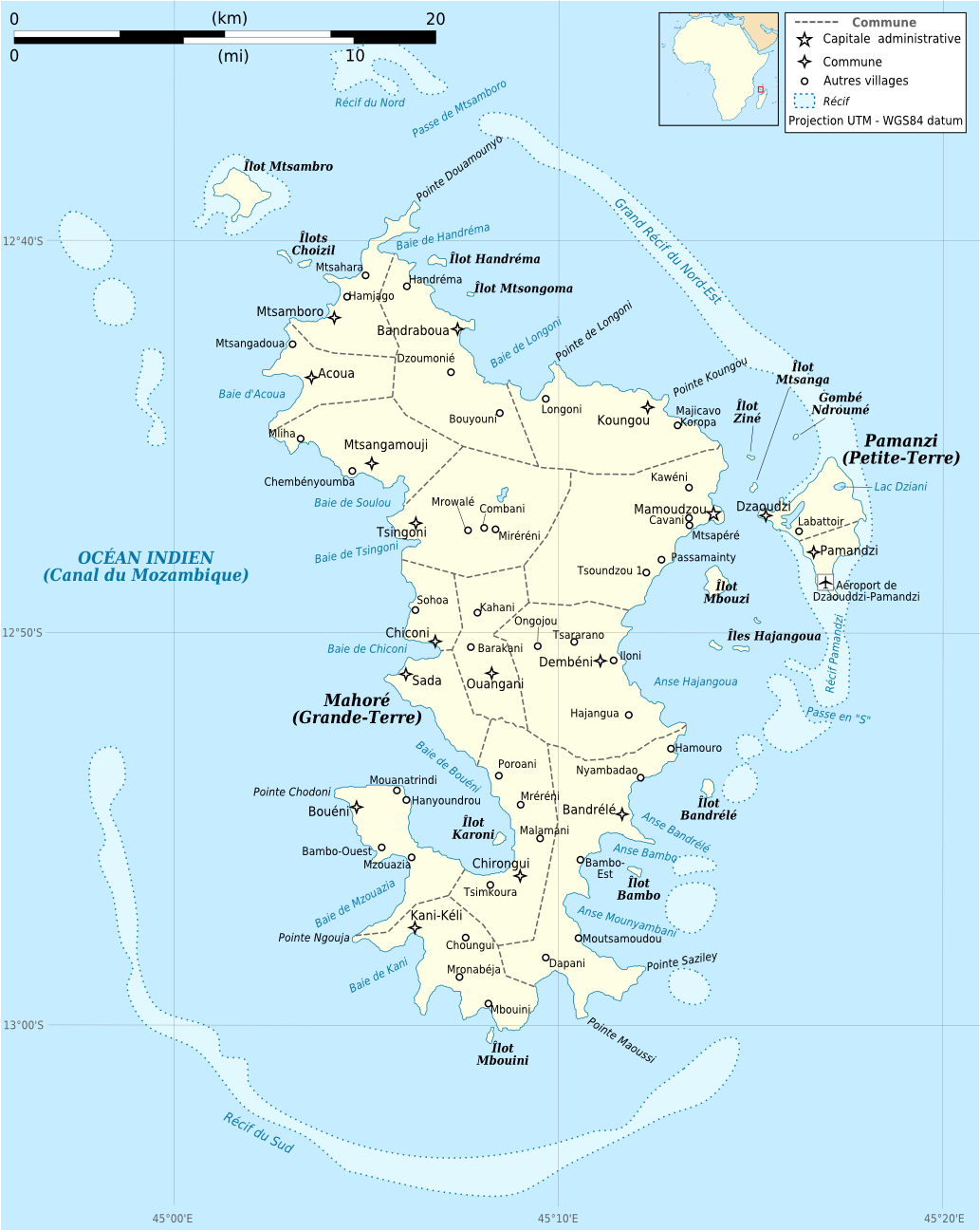
Mapa administratiu de Mayotte

Els Cantons de Mayotte són els cantons del departament d'ultramar de Mayotte. El cap del departament és Mamoudzou.

## Llista dels Cantons de Mayotte
Fins al 2015, en total hi havia 19 cantons. Cada cantó corresponia a una de les 17 comunes de Mayotte, llevat Mamoudzou que es dividia en 3 cantons.
Aquesta era la llista dels cantons de Mayotte amb les comunes corresponents:
| Nom                    | Codi Insee | Comuna        |
| ---------------------- | ---------- | ------------- |
| Cantó d'Acoua          | 97601      | Acoua         |
| Cantó de Bandraboua    | 97602      | Bandraboua    |
| Cantó de Bandrélé      | 97603      | Bandrélé      |
| Cantó de Bouéni        | 97604      | Bouéni        |
| Cantó de Chiconi       | 97605      | Chiconi       |
| Cantó de Chirongui     | 97606      | Chirongui     |
| Cantó de Dembéni       | 97607      | Dembéni       |
| Cantó de Dzaoudzi      | 97608      | Dzaoudzi      |
| Cantó de Kani-Kéli     | 97609      | Kani-Kéli     |
| Cantó de Koungou       | 97610      | Koungou       |
| Cantó de Mamoudzou-1   | 97611      | Mamoudzou     |
| Cantó de Mamoudzou-2   | 97612      | Mamoudzou     |
| Cantó de Mamoudzou-3   | 97613      | Mamoudzou     |
| Cantó de Mtsamboro     | 97614      | Mtsamboro     |
| Cantó de M'tsangamouji | 97615      | M'tsangamouji |
| Cantó d'Ouangani       | 97616      | Ouangani      |
| Cantó de Pamandzi      | 97617      | Pamandzi      |
| Cantó de Sada          | 97618      | Sada          |
| Cantó de Tsingoni      | 97619      | Tsingoni      |

Amb la reorganització cantonal que entrà en vigor el 2015, el nombre de cantons va passar de 19 als 13 següents:
Bandraboua, Bouéni, Dembeni, Dzaoudzi, Koungou, Mamoudzou-1, Mamoudzou-2, Mamoudzou-3, Mtsamboro, Ouangani, Pamandzi, Sada, Tsingoni.